# Kloster Marienberg (Neuss)

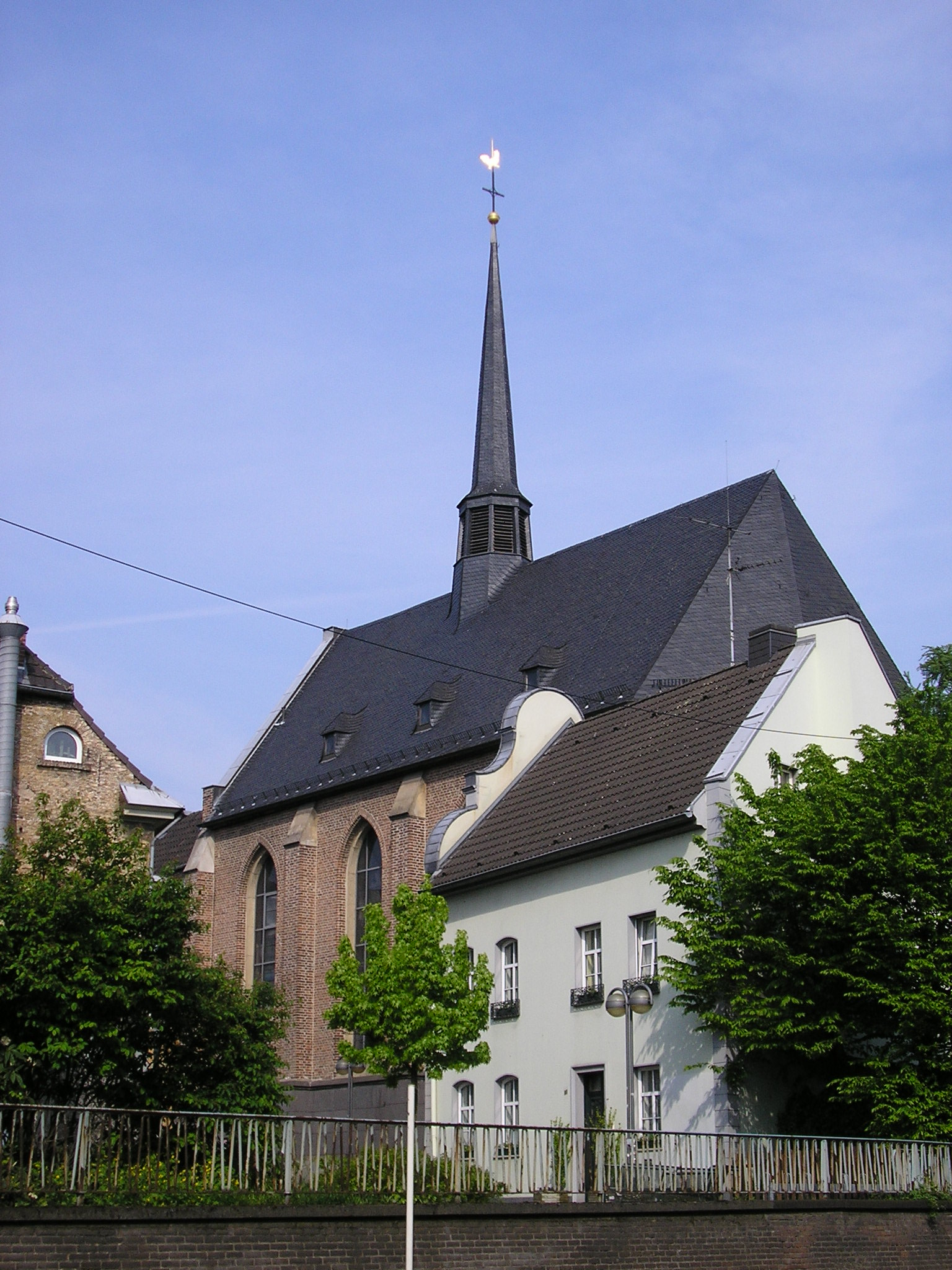
Das Kloster von Südosten

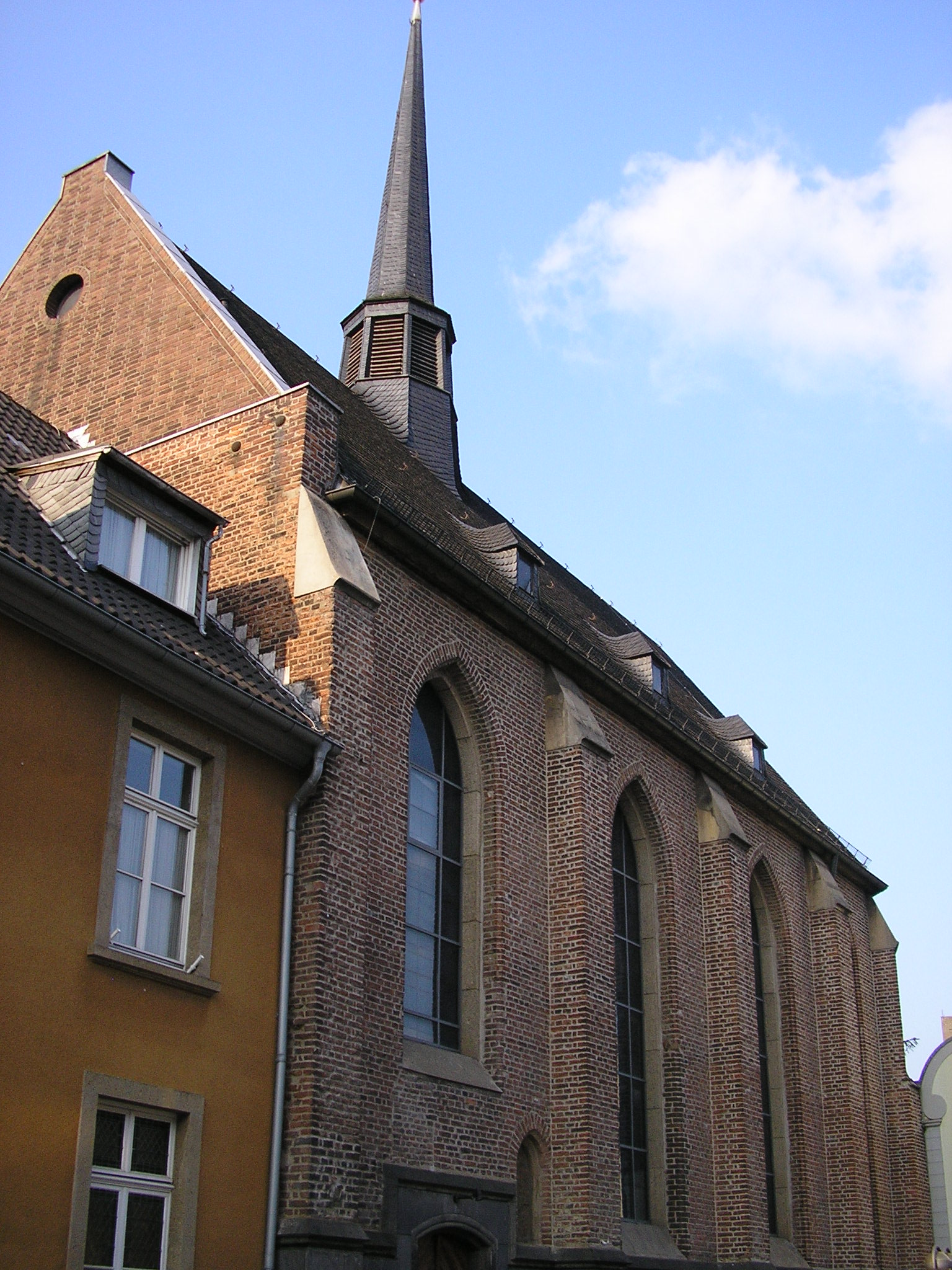
Die Klosterkirche Marienberg

Das Kloster Marienberg ist ein denkmalgeschütztes Bauwerk an der Batteriestraße in Neuss, Rhein-Kreis Neuss. Es war von 1439 bis 1802 ein Konvent der Regulierten Chorfrauen, die nach den Augustinerregeln lebten. Danach war die spätgotische Klosterkirche über hundert Jahre lang evangelisch. Von 1857 bis heute ist Marienberg ein Kloster der Schwestern vom armen Kinde Jesu. Die Kirche St. Mariä Geburt wird heute dreifach genutzt: als Klosterkirche, als Schulkirche des erzbischöflichen Mädchengymnasiums und des Berufskollegs Marienberg sowie als Gotteshaus der italienischen römisch-katholischen Gemeinde von Neuss.

## Geschichte
Die Bezeichnung des Klosters als Marienberg („mons beatae Mariae“) ist seit 1464 belegt. Die Niederlassung der Regulierten Chorfrauen der Windesheimer Congregation war 1439 durch die Neusser Bürgerin Adelheid vom Stade gegründet worden. Die geistliche Leitung übernahm der Prior des Oberklosters in Neuss, das neun Jahre zuvor von der Windesheimer Congregation gegründet worden war. 1462 konnte die Klosterkirche geweiht werden, ein schlichter kreuzrippengewölbter Saalbau aus Backstein.
Hauptaufgabe der Nonnen war der Chordienst, die Schriftlesung, die Vertiefung ins Leben Christi entsprechend den Regeln der Windesheimer Congregation. Daher gab es auch eine Bibliothek mit geistlicher Literatur, die aber bei der Auflösung des Klosters 1802 verloren gegangen ist.
Bei einer Visitation 1569 wurden – ähnlich wie im Oberkloster – Mängel in der Einhaltung der Ordensregeln festgestellt. Laut Bericht kamen Freunde zu Besuch, sodass die Chorfrauen den Gottesdienst vernachlässigten.
In der Nacht vom 8. auf den 9. Mai 1585 drangen 40 Fußsoldaten im Verlauf des Truchsessischen Kriegs an der Gartenmauer des Klosters in die Stadt ein und konnten durch gewaltsames Öffnen des Rheintors 1750 Soldaten des Grafen Adolf von Neuenahr Einlass in die Stadt ermöglichen. Die Truppe ging mit brutaler Gewalt gegen Widerstand vor und plünderte die Stadt. Der Bürgermeister und andere sich wehrende Bürger wurden getötet. Ein Jahr später erstürmte der Spanier Alexander Farnese im Kampf gegen die Niederländer Neuss und brannte Teile von Kloster und Kirche nieder.
Während des Dreißigjährigen Krieges wurde Neuss von den Hessen besetzt und das Kloster musste 1643 dem protestantischen Prediger Nikolaus Brill die Kirche überlassen. 1651 zogen die Nonnen aus dem Kloster Holzheim, das ebenfalls von Regularfrauen der Windesheimer Congregation geführt und im Krieg von den Hessen zerstört worden war, nach Marienberg. Dadurch wuchs der Konvent an und musste 1671 und 1710 Erweiterungsbauten am Kloster vornehmen.
Der Konvent wurde 1802 im Zuge der Säkularisation aufgehoben und die Schwestern von der französischen Besatzungsmacht vertrieben, die die Kirche zunächst als Magazin nutzte. 1805 wurde sie durch ein Dekret Napoleons den Neusser Evangelischen als Pfarrkirche übergeben. Nachdem diese die neue Christuskirche errichtet hatten, übernahmen 1911 die Schwestern vom armen Kinde Jesu aus Aachen das Gotteshaus, nachdem sie bereits 1857 das Kloster, das Waisenhaus und die höhere Töchterschule, das heutige Gymnasium Marienberg, übernommen hatten.

## Klosterkirche
Die gotische Klosterkirche wurde 1462 errichtet und ist ein schlichter einschiffiger Backsteinbau.
Durch ein Toleranzdekret Napoleons wurde 1805 die katholische Unterdrückung beendet und der evangelische Gemeinde der Stadt die Augustinerinnenkirche als Pfarrkirche übergeben, die sie bis zum Umzug in die 1911 errichtete Christuskirche nutzte. 
Am 31. Dezember 1944 wurde die seit 1911 von den Schwestern vom armen Kinde Jesu genutzte Klosterkirche bis auf die Außenmauern zerstört. 1953/54 erfolgte ihr Wiederaufbau, äußerlich in den alten Formen. Innen wurde eine flache Holzdecke eingezogen und im Norden ein Seitenschiff mit darüber liegender Empore angebaut und die Chorfenster vermauert. 1996 bis 1998 erfolgte eine grundlegende Renovierung. Der Dachstuhl wurde nach Entfernung der Flachdecke mit einer in den Farben Blau und Braun gehaltenen Holz-Stahlkonstruktion zum Innenraum geöffnet und die Chorfenster wieder geöffnet.